# Kotomi Takahata
Kotomi Takahata (高畑 寿弥, Takahata Kotomi), née le 17 novembre 1989 à Hamamatsu (Japon), est une joueuse de tennis japonaise, professionnelle depuis 2009.

## Carrière
Vainqueure d'un tournoi ITF en simple et vingt-cinq en double, elle se distingue en remportant en novembre 2015 le tournoi de Taïwan en double avec Kanae Hisami. En 2016, elle remporte le tournoi de Dalian, associée cette fois à Lee Ya-hsuan. Ces deux titres sont dans la catégorie WTA 125.

## Palmarès

### Titres en double en WTA 125
| No | Date       | Nom et lieu du tournoi            | Catégorie | Dotation  | Surface         | Partenaire   | Finalistes                           | Score    |          |
| -- | ---------- | --------------------------------- | --------- | --------- | --------------- | ------------ | ------------------------------------ | -------- | -------- |
| 1  | 16-11-2015 | OEC Taipei WTA Challenger Taïwan  | WTA 125   | 115 000 $ | Moquette (int.) | Kanae Hisami | Marina Melnikova Elise Mertens       | 6-1, 6-2 | Parcours |
| 2  | 06-09-2016 | Dalian Women's Tennis Open Dalian | WTA 125   | 115 000 $ | Dur (ext.)      | Lee Ya-hsuan | Nicha Lertpitaksinchai Jessy Rompies | 6-2, 6-1 | Parcours |

## Classements WTA en fin de saison
| Année          | 2010 | 2011 | 2012 | 2013 | 2014 | 2015 | 2016 | 2017 | 2018 |
| Rang en simple | 570  | 992  | -    | 962  | 663  | 806  | 806  | 894  | 798  |
| Rang en double | 328  | 436  | 486  | 1011 | 303  | 183  | 114  | 172  | 423  |

Source : (en) Classements de Kotomi Takahata sur le site officiel de la Fédération internationale de tennis